# Draconarius strophadatus
Draconarius strophadatus là một loài nhện trong họ Amaurobiidae.
Loài này thuộc chi Draconarius. Draconarius strophadatus được miêu tả năm 1991 bởi Zhu & Jia-Fu Wang.